# Rio Cardines
Rio Solomon Cardines (Stevenage, 6 gennaio 2006) è un calciatore trinidadiano, difensore del Crystal Palace e della nazionale trinidadiana.

## Caratteristiche tecniche
È un terzino destro capace di giocare anche sulla fascia opposta oppure in posizione più avanzata.

## Carriera

### Club
Cresciuto nel settore giovanile del Charlton, nel 2022 si trasferisce al Crystal Palace, con cui il 3 luglio 2024 ha firmato il suo primo contratto professionistico; il successivo 20 agosto ha esordito tra i professionisti, nella partita di Football League Trophy che l'Under-21 dei Glaziers ha perso per 2-1 sul campo dello Stevenage.
Nel 2025 viene aggregato alla prima squadra, con cui il 10 agosto 2025 siede in panchina nel vittorioso Community Shield contro il Liverpool (vincendo così il suo primo trofeo ufficiale in carriera).

### Nazionale
Ha giocato nelle nazionali giovanili trinidadiane Under-17 ed Under-20.
Il 24 maggio ha ricevuto la prima convocazione con la nazionale maggiore e tre giorni dopo ha fatto il suo esordio nell'amichevole persa 3-2 contro la Giamaica. Sempre nel 2025 ha anche preso parte alla CONCACAF Gold Cup, in cui ha giocato tutte e 3 le partite della fase a gironi, al termine della quale la sua nazionale è stata eliminata dalla competizione.

## Statistiche

### Cronologia presenze e reti in nazionale
| Cronologia completa delle presenze e delle reti in nazionale ― Trinidad e Tobago | Cronologia completa delle presenze e delle reti in nazionale ― Trinidad e Tobago | Cronologia completa delle presenze e delle reti in nazionale ― Trinidad e Tobago | Cronologia completa delle presenze e delle reti in nazionale ― Trinidad e Tobago | Cronologia completa delle presenze e delle reti in nazionale ― Trinidad e Tobago | Cronologia completa delle presenze e delle reti in nazionale ― Trinidad e Tobago | Cronologia completa delle presenze e delle reti in nazionale ― Trinidad e Tobago | Cronologia completa delle presenze e delle reti in nazionale ― Trinidad e Tobago |
| Data                                                                             | Città                                                                            | In casa                                                                          | Risultato                                                                        | Ospiti                                                                           | Competizione                                                                     | Reti                                                                             | Note                                                                             |
| -------------------------------------------------------------------------------- | -------------------------------------------------------------------------------- | -------------------------------------------------------------------------------- | -------------------------------------------------------------------------------- | -------------------------------------------------------------------------------- | -------------------------------------------------------------------------------- | -------------------------------------------------------------------------------- | -------------------------------------------------------------------------------- |
| 27-5-2025                                                                        | Londra                                                                           | Giamaica                                                                         | 3 – 2                                                                            | Trinidad e Tobago                                                                | Amichevole                                                                       | -                                                                                |                                                                                  |
| 10-6-2025                                                                        | San José                                                                         | Costa Rica                                                                       | 2 – 1                                                                            | Trinidad e Tobago                                                                | Qual. Mondiali 2026                                                              | -                                                                                | 46’                                                                              |
| 15-6-2025                                                                        | San Jose                                                                         | Stati Uniti                                                                      | 5 – 0                                                                            | Trinidad e Tobago                                                                | Gold Cup 2025 - 1º turno                                                         | -                                                                                | 62’                                                                              |
| 19-6-2025                                                                        | Houston                                                                          | Trinidad e Tobago                                                                | 1 – 1                                                                            | Haiti                                                                            | Gold Cup 2025 - 1º turno                                                         | -                                                                                |                                                                                  |
| 22-6-2025                                                                        | Paradise                                                                         | Arabia Saudita                                                                   | 1 – 1                                                                            | Trinidad e Tobago                                                                | Gold Cup 2025 - 1º turno                                                         | -                                                                                |                                                                                  |
| Totale                                                                           |                                                                                  | Presenze                                                                         | 5                                                                                |                                                                                  | Reti                                                                             | 0                                                                                |                                                                                  |

## Palmarès

### Club

#### Competizioni nazionali
- Community Shield: 1

Crystal Palace: 2025